# Namerikawa
Namerikawa (滑川市?) è una città giapponese della prefettura di Toyama.